# Manuel da Nóbrega
Manuel da Nóbrega (Sanfins do Douro, 18 ottobre 1517 – Rio de Janeiro, 18 ottobre 1570) è stato un gesuita portoghese.

## Biografia
Formatosi alle università di Coimbra e Salamanca, entrò nella Compagnia di Gesù nel 1544: si dedicò inizialmente alla predicazione delle missioni popolari nelle campagne portoghesi e nel 1549 venne messo a capo della comunità di gesuiti che avrebbe dovuto seguire il governatore generale del Brasile, Tomé de Sousa, e occuparsi dell'evangelizzazione della colonia.
Partecipò alla fondazione delle città di Salvador de Bahía, São Paulo e Rio de Janeiro, dove aprì le prime scuole. Fu preposito provinciale per il Brasile dal 1553 al 1559 e fondò numerose missioni presso le popolazioni indigene.